# (23331) Halimzeidan
(23331) Halimzeidan est un astéroïde de la ceinture principale.

## Description
(23331) Halimzeidan est un astéroïde de la ceinture principale. Il fut découvert le 19 janvier 2001 à Socorro (Nouveau-Mexique) par le projet LINEAR. Il présente une orbite caractérisée par un demi-grand axe de 2,37 UA, une excentricité de 0,13 et une inclinaison de 7,1° par rapport à l'écliptique.

## Compléments